# Teresa Imer
Pour les articles homonymes, voir Imer (homonymie).
Teresa Imer (Venise, 1723 - Londres, 19 août 1797) est une chanteuse, directrice de théâtre et salonnière italienne qui parut sous les noms de Mme Pompeati, Mme Trenti et Mrs Cornelys.

## Biographie
Née à Venise en 1723, Teresa Imer est la fille du comédien Giuseppe Imer, dont la troupe accueillit Carlo Goldoni et créa son Belisario en 1734.
Maîtresse à 18 ans du sénateur Alvise-Gasparo Malipiero (76 ans), elle rencontre chez lui Casanova avec qui elle aura un fils et une fille.
Elle débute comme chanteuse à Venise en 1742, puis se produit à Vienne, Londres, Hambourg, Copenhague, Paris et Bayreuth. Mariée en 1742 ou 1743 au danseur Angelo Pompeati (1701-1768), elle se produit avec lui à Vienne et s'en sépare vers 1755.
Protégée de Charles-Alexandre de Lorraine, elle dirige ensuite une troupe de théâtre dans les Pays-Bas autrichiens sous le nom de Madame Pompeati. Elle est notamment à Anvers et Gand de 1756 à 1757 et chante à Liège en avril 1757. Elle figure parmi les souscripteurs du recueil de D'Aubat Saint-Flour Cent contredanses en rond, en tant que « Directrice des spectacles en Flandre ».
Après avoir fait banqueroute, elle passe en Hollande sous le nom de Madame Trenti et rencontre à nouveau Casanova à Amsterdam, qui reconnaît Sophie, l'un de leurs deux enfants. Elle épouse vers 1759 Jan Rijgerboos Cornelis, riche bourgeois dont elle portera ensuite le nom.
S'installant à Londres en 1760, elle ouvre, sous le nom de Mrs Cornelys, une maison à Soho Square, ancienne propriété du comte de Carlisle connue sous le nom de « Carlisle House ». Elle y donne des concerts, des fêtes, des bals, des redoutes et des mascarades brillantes pour la haute aristocratie anglaise et étrangère, éclipsant les autres lieux de divertissement de l'époque.
Elle s'endette énormément pour la décoration et l’organisation des fêtes, doit vendre la maison en 1778 et se retire à Knightsbridge Grove, où elle continue à organiser des fêtes, plus modestes cette fois. Après 1785, elle disparaît de la vie londonienne et reste dans l'ombre pendant de nombreuses années, sous le nom de Mrs Smith. Elle reparaît quelques années avant sa mort, convertie en marchande de lait d'ânesse...
Elle meurt le 19 août 1797 dans la prison de la Fleet, après une longue incarcération pour dettes.